# هیروشیما (کتاب)
هیروشیما (انگلیسی: Hiroshima)، کتابی است که در سال ۱۹۴۶ توسط نویسنده آمریکایی جان هرسی نوشته شده است. این کتاب داستان شش بازمانده از بمب اتمی که بر هیروشیما انداخته شد را روایت می‌کند. این کتاب به عنوان یکی از اولین نمونه‌های روزنامه‌نگاری نوین شناخته می‌شود که در آن تکنیک‌های داستان‌سرایی با گزارش‌های غیرداستانی تطبیق داده می‌شوند.